# Cerebavis
Cerebavis es un género de ave que vivió durante el período Cenomaniano medio (Cretácico tardío), hace 99,6 - 93,5 Ma, y se conoce a partir de un único molde cerebral encontrado en la Formación Melovatskaya de la región de Volgogrado en Rusia. Una vez considerado probablemente un miembro de los Enantiornithes, es notable por su cerebro inusual, que muestra algunas características inusuales, incluido un sistema olfativo bien desarrollado y un cerebro grande, lo que sugiere que tenía un sentido del olfato bien desarrollado. Aunque los fósiles rara vez conservan la anatomía blanda del cerebro profundo, el cerebro de Cerebavis cenomanica podría mostrar un ojo parietal y una glándula pineal relativamente grandes. En 2015, una revaluación del espécimen concluyó que pertenecía a un ornituro en lugar de a una enantiornita. En 2021, una redescripción de Borogovia encontró que era un posible escansoriopterígido, que se ubica en la base del clado no aviano Oviraptorosauria.